# Aldo Uberti
La Fabbrica d'Armi Aldo Uberti S.p.A. è una azienda italiana di repliche di armi da fuoco americane del XIX secolo, fondata nel 1959 con sede a Gardone Val Trompia.
L'intera produzione dell'azienda è conosciuta ed apprezzata dai collezionisti di armi per l'alta qualità e fedeltà delle riproduzioni.

## Storia
Il fondatore Aldo Uberti era quinto di sei fratelli, nato e cresciuto a Inzino, un piccolo paese immerso nelle montagne della Val Trompia. Orfano di padre già all'età di tre anni, veniva chiamato da parenti ed amici Renato. Frequentò la scuola armiera Zanardelli per tre anni. All'età di 14 anni andò a lavorare alla Beretta. Ebbe un'esperienza da partigiano, iniziata dopo l'8 settembre 1943, che lo fece arrestare e mandare in un campo di concentramento tedesco. Nel 1959 creò la "Aldo Uberti Srl" avviando il lavoro in proprio con produzione di parti di armi per conto terzi.

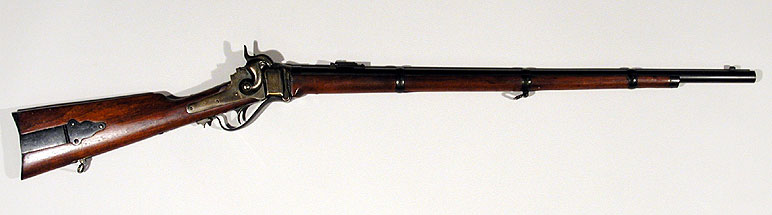
Fucile Sharps usato dai Federali nella Guerra di Secessione; prodotto come replica dalla Uberti.

Nei primi anni sessanta negli U.S.A. si commemorava il centenario della guerra di secessione e le varie numerose rievocazioni di battaglie ed altri eventi, creavano una forte domanda di armi dell'epoca ma gli originali erano difficili da reperire e costosissimi, essendo ormai diventati oggetti da collezione.
Uberti, dietro richiesta di due uomini d'affari americani particolarmente interessati in queste rievocazioni, comprese che poteva esistere un mercato per repliche di armi americane dell'Ottocento che potessero essere utilizzate in quelle circostanze.
Realizzò così la sua prima replica: la Colt Navy del 1851 in un totale di 4051 esemplari. Il rapido ed immediato assorbimento da parte del mercato incoraggiò la continuazione di questa attività. Nel contempo egli ricevette richieste anche da parte di registi di film western (soprattutto Sergio Leone) per la fornitura di armi da usarsi durante le riprese, ed alla Navy seguirono la Remington mod. 1858, le carabine Henry e Winchester, la Colt Single Action Army del 1873 ed altri modelli, compresa la pistola da borsa Derringer, fino a coprire praticamente tutta la gamma dei principali prodotti armieri americani del XIX secolo.

Oltre a ciò, tra gli anni settanta e gli anni novanta, la Uberti realizzò anche la serie di revolver Inspector, armi moderne per la difesa personale e il tiro sportivo ispirate alla rivoltella americana Colt Python; i revolver Inspector furono prodotti con canne da 51mm, 63,5mm, 76,2mm, 101,6mm e 152,4mm, e nei calibri .357 Magnum, .22 Long Rifle, .32-S&W Long, 6mm Flobert ed in versione ad aria compressa calibro 4,5mm. Gli Inspector furono ampiamente utilizzati nei film di genere "poliziottesco" o "poliziesco all'italiana".
Aldo Uberti è scomparso il 21 marzo 1998, nel 1999 la A. Uberti Srl è stata ceduta alla Beretta Holdings facendo, come nuova divisione, parte del più grande e storico gruppo Beretta. Le attività della Uberti e la fabbrica continuano con l'uso di macchinari moderni e la gamma di prodotti che si è ulteriormente allargata, grazie alle capacità della Holding in cui è entrata l'azienda.

## Produzione

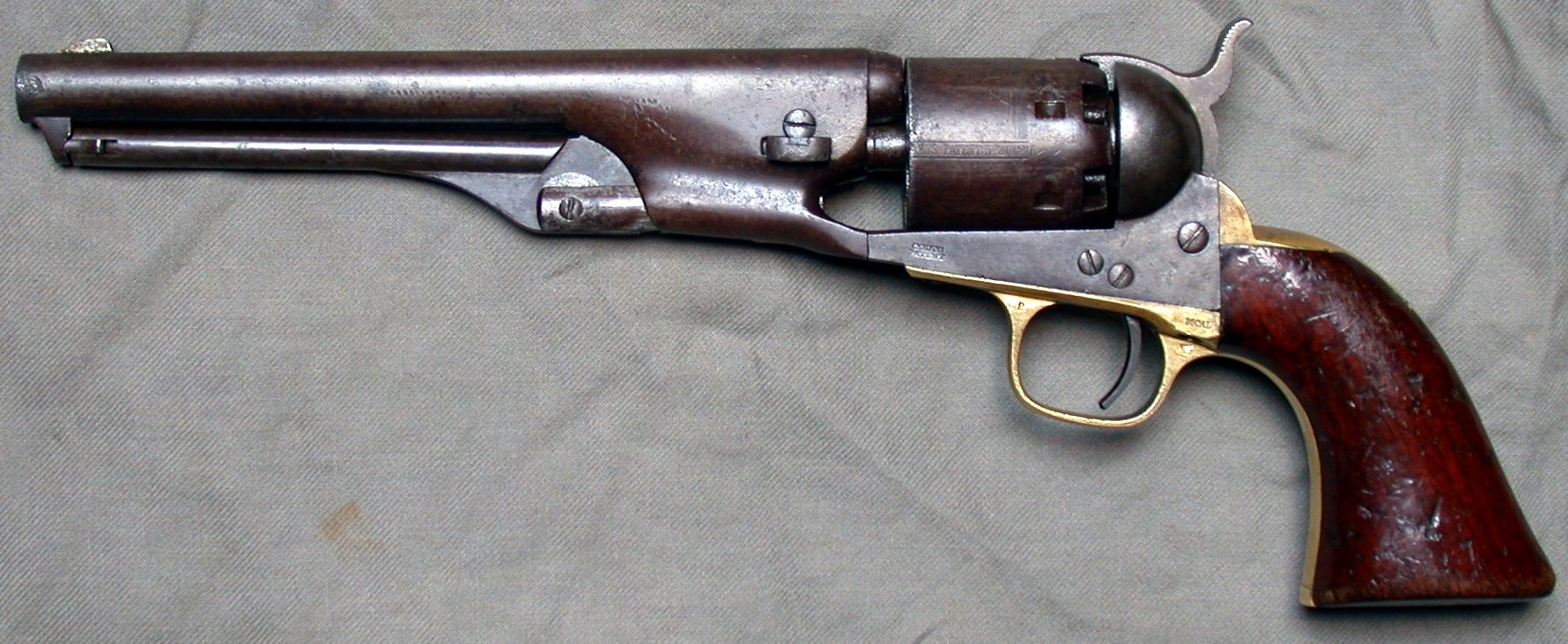
Colt Navy 1861 originale; prodotto come replica dalla Uberti.

La Uberti produce copie dei modelli ottocenteschi di armi Colt, Remington, Winchester, Henry, Smith & Wesson, oltre a tutti i relativi accessori ed articoli in cuoio come fondine e borse in stile western, ed è considerata una delle maggiori produttrici mondiali del settore.
La grande maggioranza dei prodotti viene esportata negli U.S.A. dove sono molto in voga le gare di tiro western. Questo mercato oggi è molto fiorente in America, infatti, esistono dei veri campionati di: Cowboy action shooting (abbreviato in CAS), che è una forma di tiro sportivo dinamico con riferimento storico al periodo che va dal 1830 al 1915 degli Stati Uniti d'America. La disciplina è originaria degli Stati Uniti ed è codificata dalla Single Action Shooting Society (SASS)
Le armi per questi campionati sono acquistate presso compagnie locali specializzate, quali la: Dixie Gunworks, la Cimarron Firearms e la Navy Arms Company, Inc. e da queste rivendute con il loro marchio (senza mai tuttavia nascondere il marchio Uberti originale).
La qualità dei prodotti è considerata molto buona ed in certi casi superiore anche a quella delle armi originali; tanto da essere chiamato negli Stati Uniti il Re delle repliche. Inoltre, l'assoluta fedeltà delle pistole prodotte dalla Uberti fa sì che in molti casi parti dell'arma possono essere intercambiate con le parti equivalenti delle Colt originali.

## Aspetti societari
Nel 2000 la Aldo Uberti S.p.A. è stata incorporata nella Beretta Holding, con lo scopo dichiarato di presidiare la economicamente interessante nicchia di mercato delle armi storiche. Nicchia nella quale la Beretta, fino ad allora, non era presente; mentre con la incorporazione in Beretta della Uberti, in modo molto qualificato, la stessa Beretta avrebbe avuto la possibilità di presidiare, con prodotti di assoluta eccellenza manifatturiera questo interessante e profittevole mercato, specie negli USA.
L'allora AD della Beretta Holding, P. Gussalli Beretta, ebbe a dichiarare:
Già l'anno successivo l'incorporazione nel 2001, l'Azienda Uberti ha fatturato 15 milioni di $.
L'attuale AD della Uberti S.p.A. è il Dott. Giacomo Merlino.

### Modelli in produzione
I modelli in produzione riproducono praticamente la gran parte della produzione armiera statunitense del XIX secolo.

#### Pistole
- Paterson Revolvers
- Walker Revolver
- Dragoon Revolvers
- 1851 Navy Revolver
- 1860 Army Revolver
- 1861 Navy Revolver

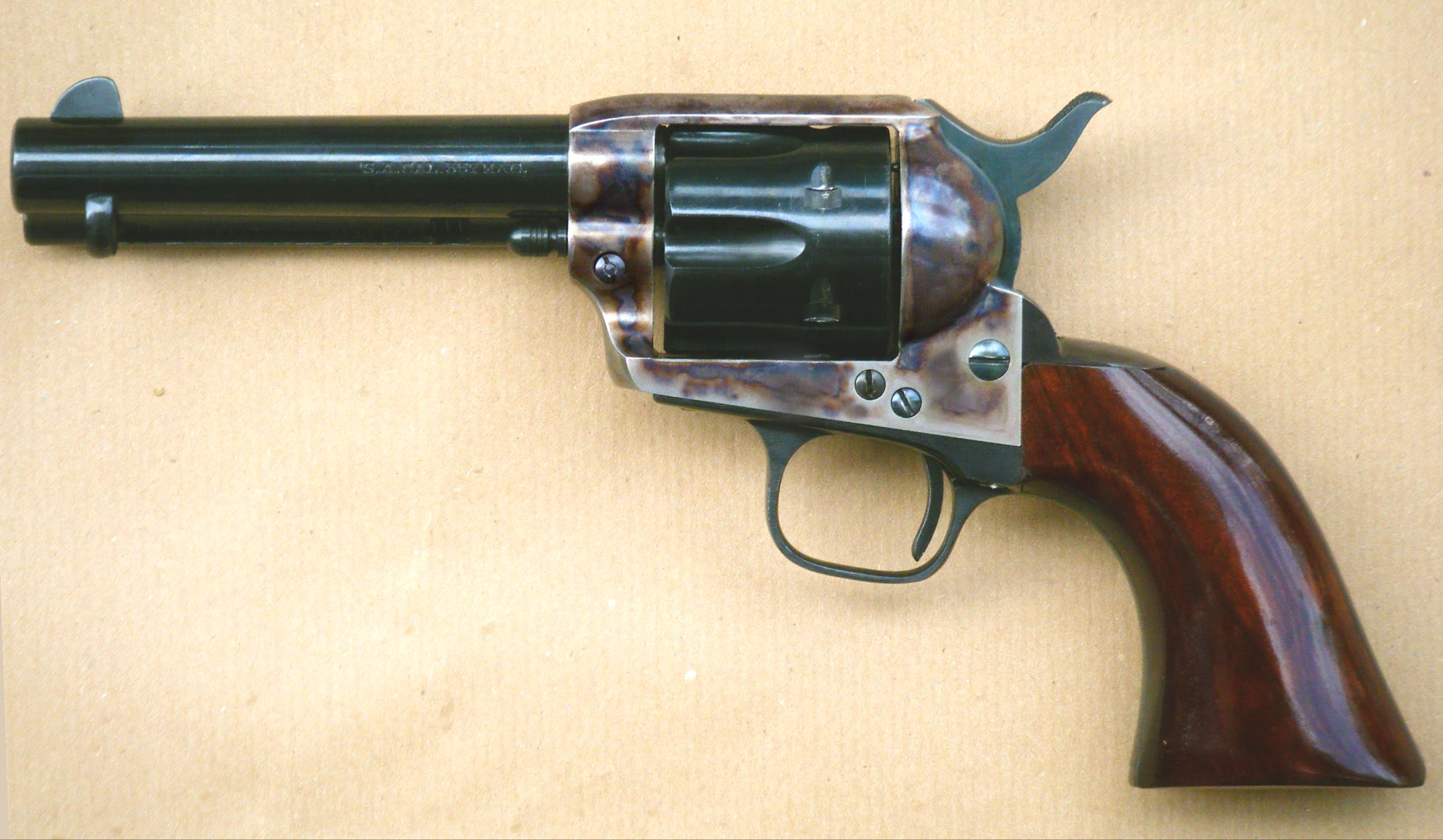
Colt Single Action Army mod. 1873, prodotto come replica dalla Uberti.

- 1848 Baby Dragoon, 1849 Pocket, Wells Fargo Revolvers
- 1862 Pocket Navy & Police Revolvers
- 1858 New Army-Navy Revolvers
- 1858 New Army Carabine
- Single Action Army Revolver
- Special Finishes

#### Carabine
- Henry Rifle
- 1866 Yellowboy Carabine
- 1866 Sporting Rifle
- 1873 Carbine
- 1873 Sporting Rifle
- 1876 Rifle and Carbine
- 1884 Pump Action
- 1885 High-wall Carbine & Rifle
- 1885 Low-wall Rifle
- Rolling Block Baby Carbine
- Rolling Block Baby Rifle
- Solid Silver Rifle
- 1866 Yellowboy Solid Silver (replica in 10 esemplari del mod. Unico Winchester 66, il fucile originale fu donato al presidente della Bolivia, Mariano Melgrati).[20]

## Logo

Il caratteristico logo dell'Azienda.

Da sempre le armi prodotte riportano il logo caratteristico: una U maiuscola inserita in un ottagono con sei scanalature, sormontato da un elemento figurativo (mirino). L'ottagono e le scanalature corrispondono alla sezione della canna della Colt 1851 Navy che è stata la prima arma prodotta dalla ditta.
Il marchio è stato registrato in data 8 ottobre 2001, presso UIBM - Ufficio Italiano Brevetti e Marchi con la data di deposito della domanda del 14 maggio 2001, con numero MI2001C005267 e con la seguente descrizione: u_+ figurativo - entro un doppio profilo, sormontato da un elemento figurativo con all' interno la lettera u.

## Curiosità

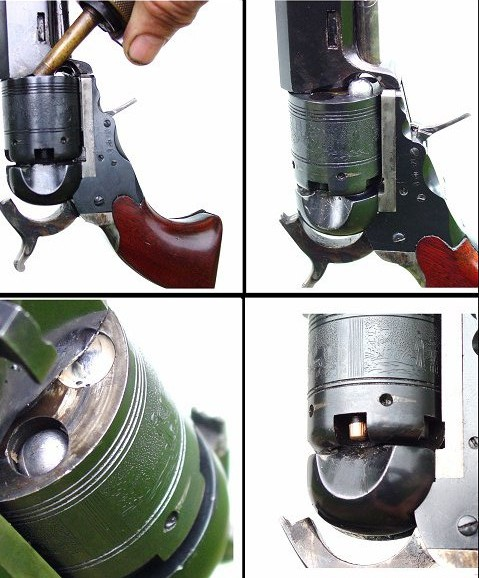
Sequenza delle azioni per ricaricare una Colt a ripetizione ad avancarica.

In moltissimi film di ambientazione western, inoltre, sono state utilizzate le pistole ed i fucili replica prodotti dalla stessa. Oggi sono spesso usate negli USA in gare di tiro sportivo ambientate nel periodo 1830 - 1915 (periodo western): Cowboy action shooting (abbreviato in CAS). La ricostruzione storica delle armi usate nei film western ha comportato la creazione di un falso storico, sia per motivi economici, infatti le armi originali oltre che introvabili erano molto costose, che per motivi di opportunità tecnologica.
Il falso storico consiste nel fatto che le armi usate all'epoca dei fatti erano di solito ad avancarica; mentre in particolare la Colt Navy usata in alcuni film è una replica a retrocarica fatta da Uberti. Ciò anche perché le pistole ad avancarica erano scomode da usare e soprattutto ricaricare, quindi poco adatte alle esigenze cinematografiche dove l'azione cruenta della "sparatoria" rappresentava la scena "madre".
Le armi a retrocarica iniziarono a diffondersi rapidamente dopo l'invenzione e diffusione della cartuccia metallica, che è dello stesso periodo storico 1850 - 1860.
Il falso storico è particolarmente evidente nel film di Sergio Leone del 1966 Il buono, il brutto, il cattivo con Clint Eastwood, dove si vedono usare diverse Colt Navy a retrocarica con relative cartucce in ottone nel cinturone, cosa che in realtà è storicamente falsa.